# Carlos Small
Carlos Daniel „Caliche” Small Cárdenas (ur. 13 marca 1995 w Colón) – panamski piłkarz występujący na pozycji napastnika, reprezentant Panamy, od 2025 roku zawodnik Independiente La Chorrera.
Profesjonalnym piłkarzem jest również jego kuzyn Enrico Small.

## Kariera klubowa
Small jest wychowankiem klubu Sporting San Miguelito. Do pierwszej drużyny został włączony w wieku osiemnastu lat przez szkoleniowca José Anthony'ego Torresa i w Liga Panameña zadebiutował 19 stycznia 2014 w wygranym 1:0 spotkaniu z San Francisco. Premierowego gola w najwyższej klasie rozgrywkowej strzelił natomiast 2 lutego tego samego roku w zremisowanej 2:2 konfrontacji z Tauro. Od razu został podstawowym zawodnikiem drużyny i w swoim debiutanckim, wiosennym sezonie Clausura 2014 został królem strzelców ligi panamskiej (z dziesięcioma bramkami na koncie). Pół roku później – w jesiennym sezonie Apertura 2014 – wywalczył natomiast ze Sportingiem tytuł wicemistrza Panamy. W rozgrywkach ligowych imponował szybkością i grą w powietrzu.
W lutym 2016 Small (wraz ze swoim rodakiem Jhamalem Rodríguezem) udał się na półtoraroczne wypożyczenie z opcją wykupu do gruzińskiej Gurii Lanczchuti. W tamtejszej Erownuli Liga zadebiutował 7 kwietnia 2016 w przegranym 0:1 meczu z Dila Gori, natomiast pierwsze bramki zdobył trzy dni później w wygranej 2:1 konfrontacji z Dinamo Batumi, dwukrotnie wpisując się na listę strzelców. Kilkanaście dni później wraz z Rodríguezem rozwiązał jednak umowę z Gurią z powodu braku wypłat. W czerwcu 2016 został wypożyczony po raz kolejny – tym razem do wenezuelskiego Deportivo La Guaira, gdzie jednak z powodów proceduralnych nie rozegrał żadnego meczu przez trzy miesiące i we wrześniu powrócił do Sportingu.
W styczniu 2017 Small przeszedł do ówczesnego mistrza Panamy – ekipy CD Árabe Unido. Tam w sezonie Clausura 2017 zdobył wicemistrzostwo Panamy i sukces ten powtórzył również pół roku później – w sezonie Apertura 2017. W tym samym roku brał również udział w środkowoamerykańskiej Lidze CONCACAF, gdzie zdobył cztery gole (dało mu to tytuł wicekróla strzelców turnieju) i został wybrany do najlepszej jedenastki tych rozgrywek.

## Kariera reprezentacyjna
W styczniu 2015 Small został powołany przez Leonardo Pipino do reprezentacji Panamy U-20 na Mistrzostwa Ameryki Północnej U-20. Uprzednio występował w środkowoamerykańskich eliminacjach do tych rozgrywek, podczas których w pięciu meczach strzelił dwa gole – Nikaragui (5:0) i Belize (2:0). Z kolei na finałowym turnieju rozgrywanym na Jamajce rozegrał wszystkie sześć spotkań (z czego trzy w wyjściowym składzie) i strzelił gola w konfrontacji fazy grupowej z USA (1:0). Jego kadra dotarła natomiast do finału, gdzie uległa w serii rzutów karnych Meksykowi (1:1, 2:4 k). Cztery miesiące później znalazł się w składzie na Mistrzostwa Świata U-20 w Nowej Zelandii. Wystąpił wówczas we wszystkich trzech meczach (z czego w dwóch w pierwszej jedenastce), zaś Panamczycy odpadli z młodzieżowego mundialu w fazie grupowej.
We wrześniu 2015 Small znalazł się w składzie olimpijskiej reprezentacji Panamy U-23 na północnoamerykański turniej kwalifikacyjny do Igrzysk Olimpijskich w Rio de Janeiro. Rozegrał podczas niego dwa z trzech możliwych spotkań (obydwa w pierwszym składzie), a podopieczni trenera Pipino zakończyli swój udział w eliminacjach na fazie grupowej i nie awansowali na igrzyska.
W seniorskiej reprezentacji Panamy Small zadebiutował za kadencji selekcjonera Hernána Darío Gómeza, 17 lutego 2016 w wygranym 1:0 meczu towarzyskim z Salwadorem. Pierwsze bramki w dorosłej kadrze strzelił natomiast 24 października 2017 w wygranym 5:0 sparingu z Grenadą, zdobywając wówczas dwa gole.